# سیارک ۱۱۲۴۴
سیارک ۱۱۲۴۴ (به انگلیسی: 11244 Andrekuipers، نامگذاری:4314T-2) یازده هزار و دویست و چهل و چهارمین سیارک کشف شده‌است که در ۲۹ سپتامبر ۱۹۷۳ کشف شد.
قدر مطلق سیارک برابر ۱۷.۸ است.